# Piskó
Piskó é um município da Hungria, situado no condado de Baranya. Tem 11,55 km² de área e sua população em 2019 foi estimada em 233 habitantes.